# 穿梭巴士

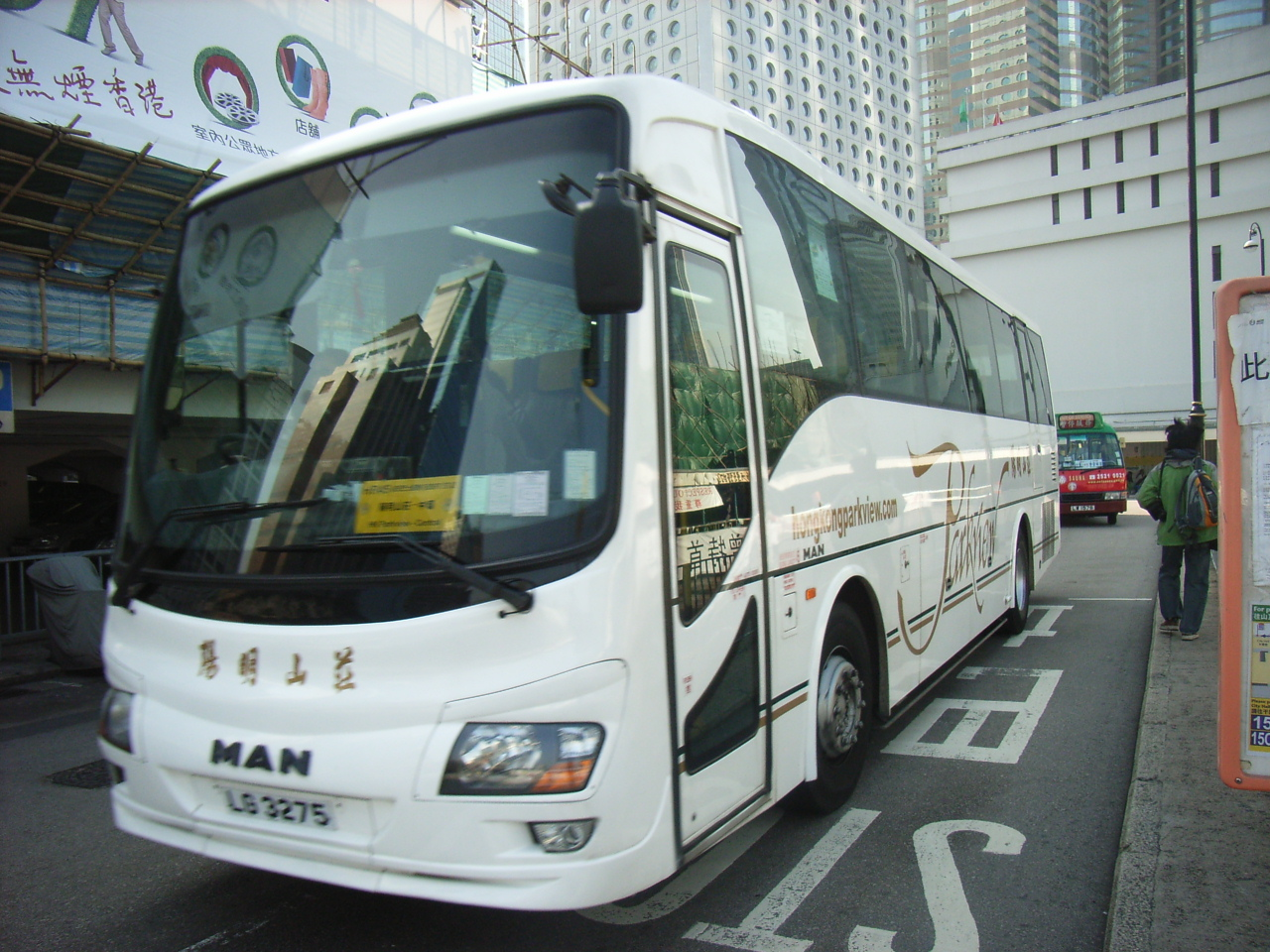
私家屋苑穿梭巴士

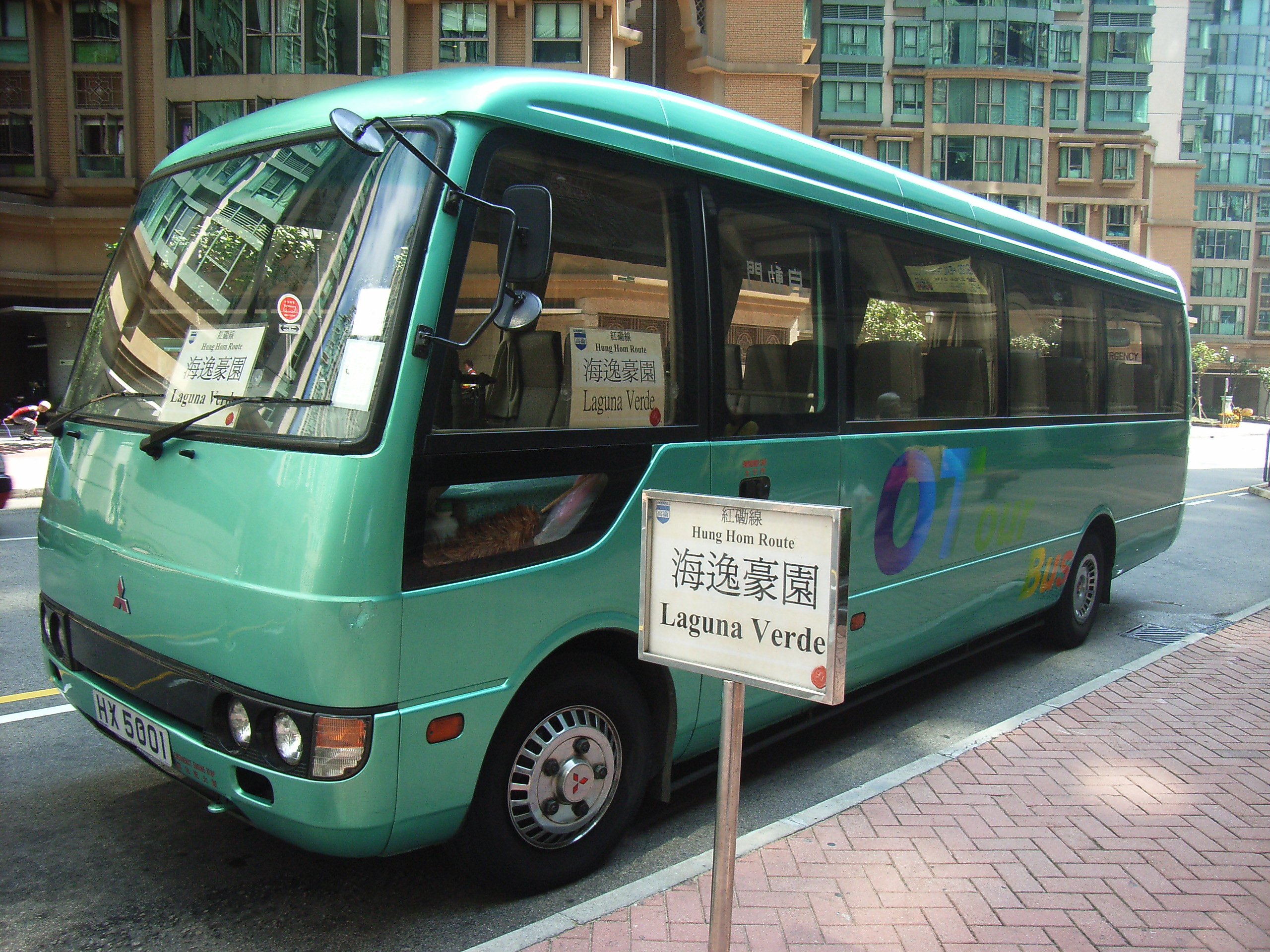
穿梭巴士，包括穿梭小巴

穿梭巴士（英語：shuttle bus），又稱穿巴、接駁車，是巴士交通服務之一種形式，定點穿梭往來兩處或者多個地方，例如機場、酒店、碼頭、海關口岸、關閘、鐵路車站、巴士站、旅遊景點、展覽會場、地標、商場、寫字樓、屋村、工廠、醫院之間的穿梭巴士。此類巴士服務，有些是活動組織者租賃包車，例如賭場、工地秀、嘉年華會場、體育賽事等；有些是由公共汽車公司承包，也有些是外判給專線小巴經營。 它們通常是免費穿梭服務，或者是低車資，或收取一個象徵式收費的非牟利服務，目的是增值，服務街坊、方便學生、員工福利、吸引遊客人流等。

## 各地的穿梭巴士

### 香港
接駁巴士是穿梭巴士的其中一種功能，用以「接駁」交通工具站點之間。 而穿梭巴士功能，則更廣泛如上。
免費穿梭巴士的服務對象，未必是公眾人士，例如私家屋苑、位處偏遠的工廠、電視台、製片廠、大學校園穿梭巴士（僅中文大學一所有此配套），為免給閒人濫用，乘客可能要出示住戶證、訪客登記證、職工證、學生證、月票、套票、已作出某種形式確認或登記的八達通等（但中大校巴通常不設查票，公眾可隨意使用）。

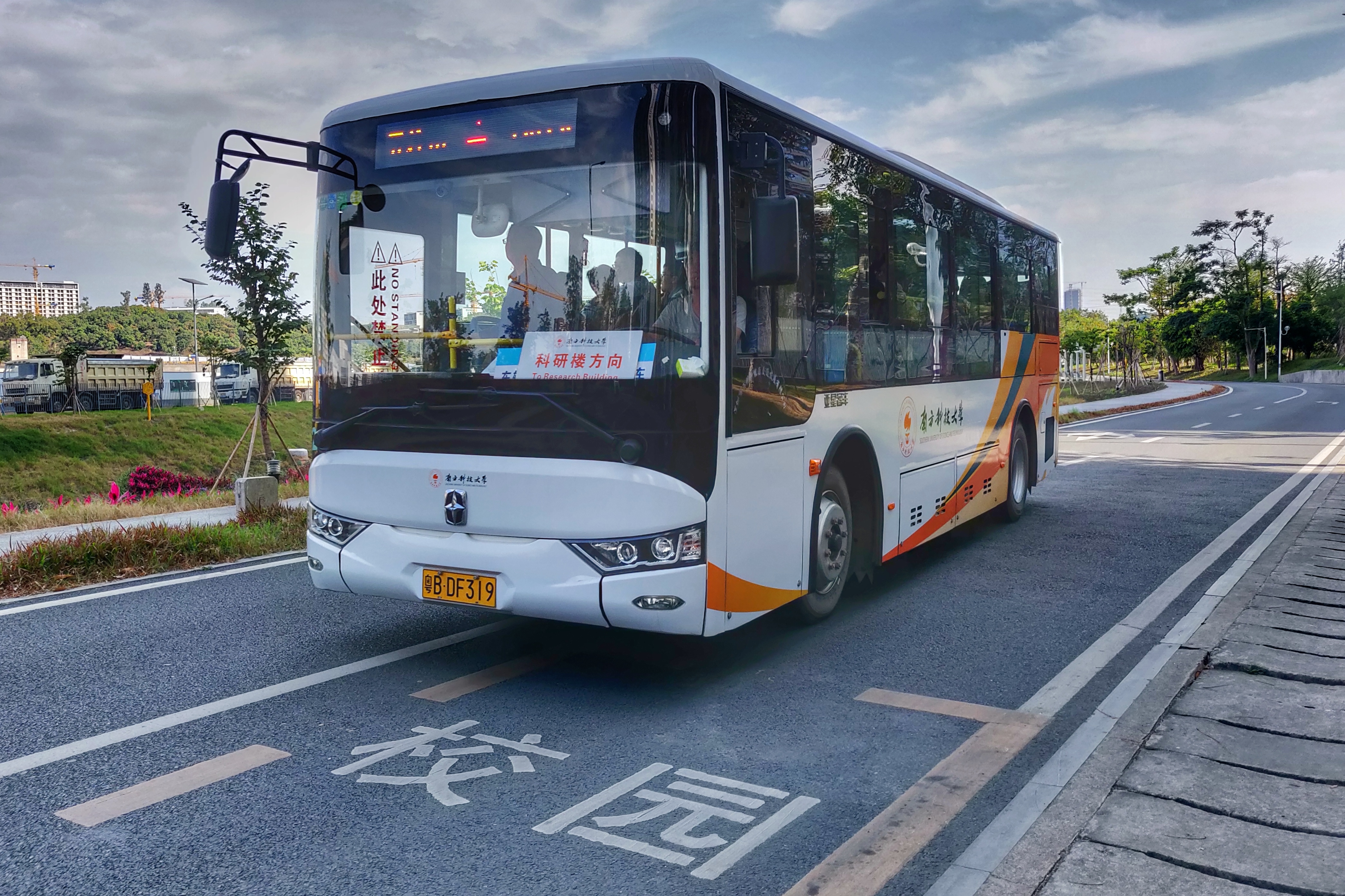
南方科技大学的免费穿梭巴士

在香港的政策下，大部分私家屋苑穿梭巴士均屬「居民巴士」，有些穿梭巴士因此而成為無牌經營的「非法邨巴」。
其他巴士还有：
- 接駁香港港鐵車站的港鐵巴士
- 接駁香港國際機場專屬鐵路系統的各種巴士路線
- 來往迪士尼園區及各酒店的接駁服務

### 中国大陆
中国大陆各地也在部分公共运输设施旁开设了穿梭巴士，如深圳接驳固戍地铁站和深圳宝安机场的M527线。这类巴士一般为免费或按照当地公交标准进行收费。
部分大学也开设了收费或免费的穿梭巴士服务以方便学生往返教学楼与生活区。此类巴士一般为免费乘坐或需要用校园卡缴付车费。

### 台湾
接駁某些台灣高鐵站與各縣市的巴士

## 相關
- 公共交通
- 客流管理